# Ophiurida
Los ofiúridos (Ophiurida) son un orden de ofiuroideos. Hasta el 2017, este orden incluía casi todos los ofiuroideos simples conocidos; pero un amplio estudio genético publicado en 2017 lo redujo considerablemente, estableciendo varios órdenes nuevos.

## Características
A pesar de ser un grupo numeroso no tiene demasiado diversidad morfológica y la distinción entre las diferentes familias se hace principalmente sobre la base de la morfología del aparato oral, muy difícil de ver en un animal vivo. Las plumas presentes en los brazos y la disposición de las placas esqueléticas proporcionan otros criterios de identificación, de nuevo poco adecuados para el reconocimiento in situ.

## Taxonomía
El orden Ophiurida incluye casi 500 especies repartidas en dos subórdenes y cinco familias:
- Suborden Ophiomusina  O'Hara et al., 2017 
  - Familia Ophiomusaidae  (O'Hara, Stöhr, Hugall, Thuy, Martynov, 2018) 
  - Familia Ophiosphalmidae  (O'Hara, Stöhr, Hugall, Thuy & Martynov, 2018)
- Suborden Ophiurina  Müller & Troschel, 1840 sensu O'Hara et al., 2017 
  - Familia Astrophiuridae  Sladen, 1879 
  - Familia Ophiopyrgidae  Perrier, 1893 
  - Familia Ophiuridae  Müller & Troschel, 1840

## Galería

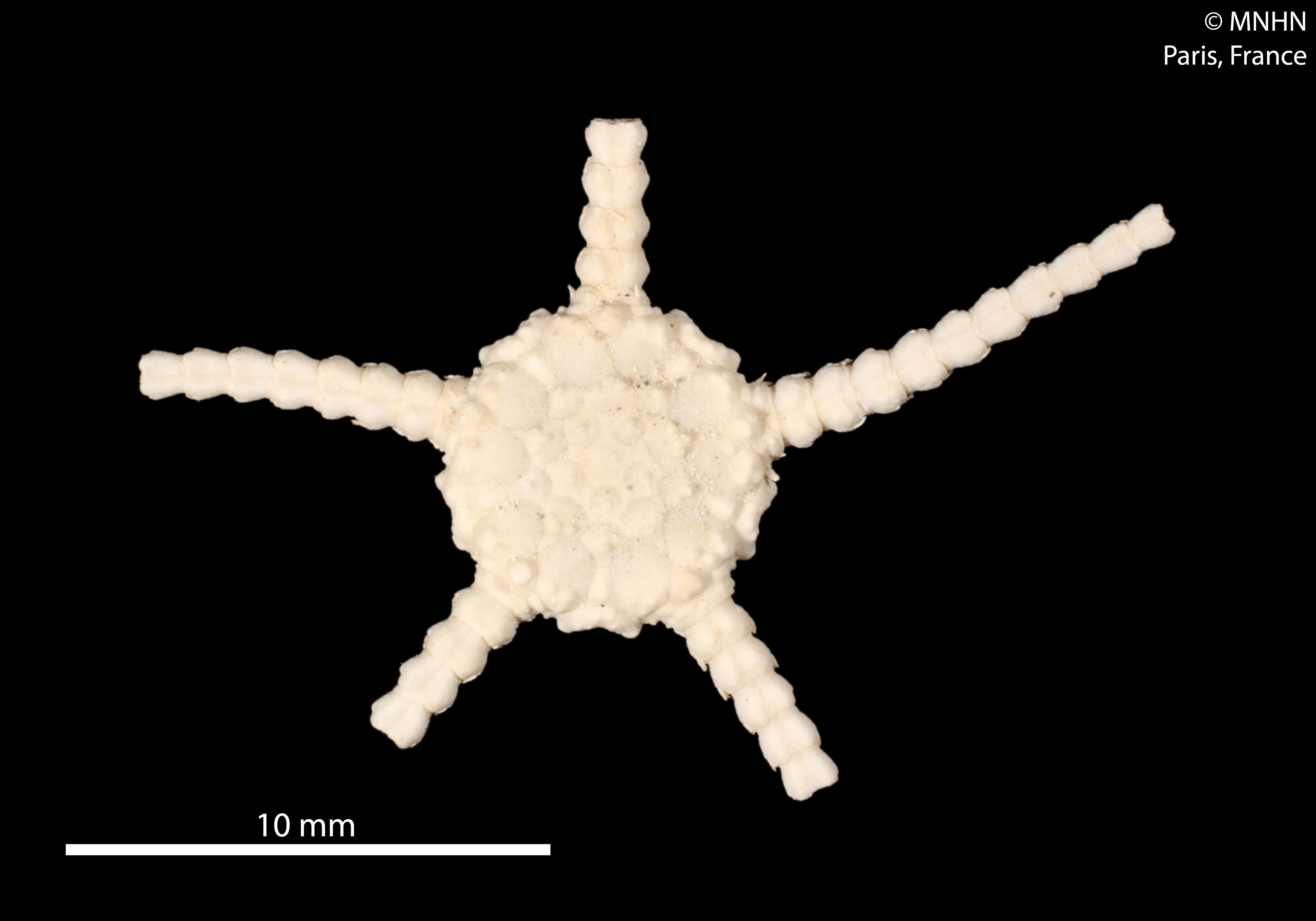
Ophiomusa acufera  (Ophiomusaidae)
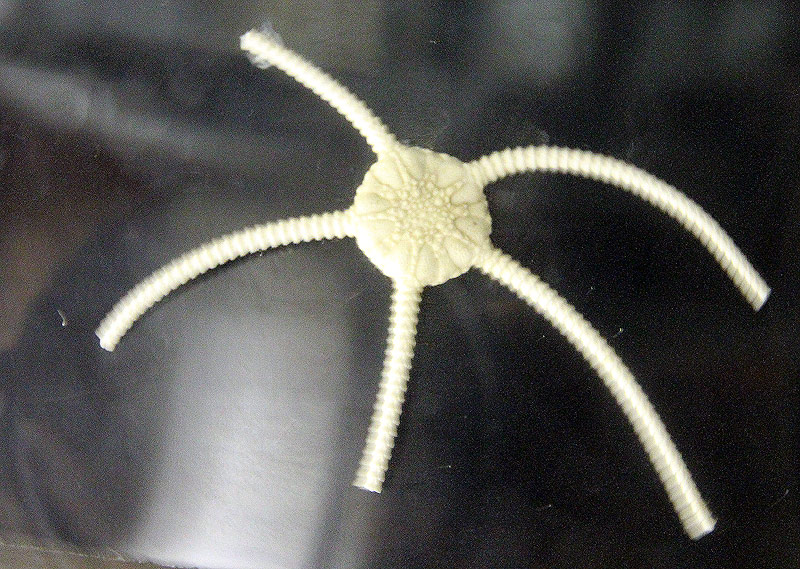
Ophiomusium Lyman  (Ophiosphalmidae)
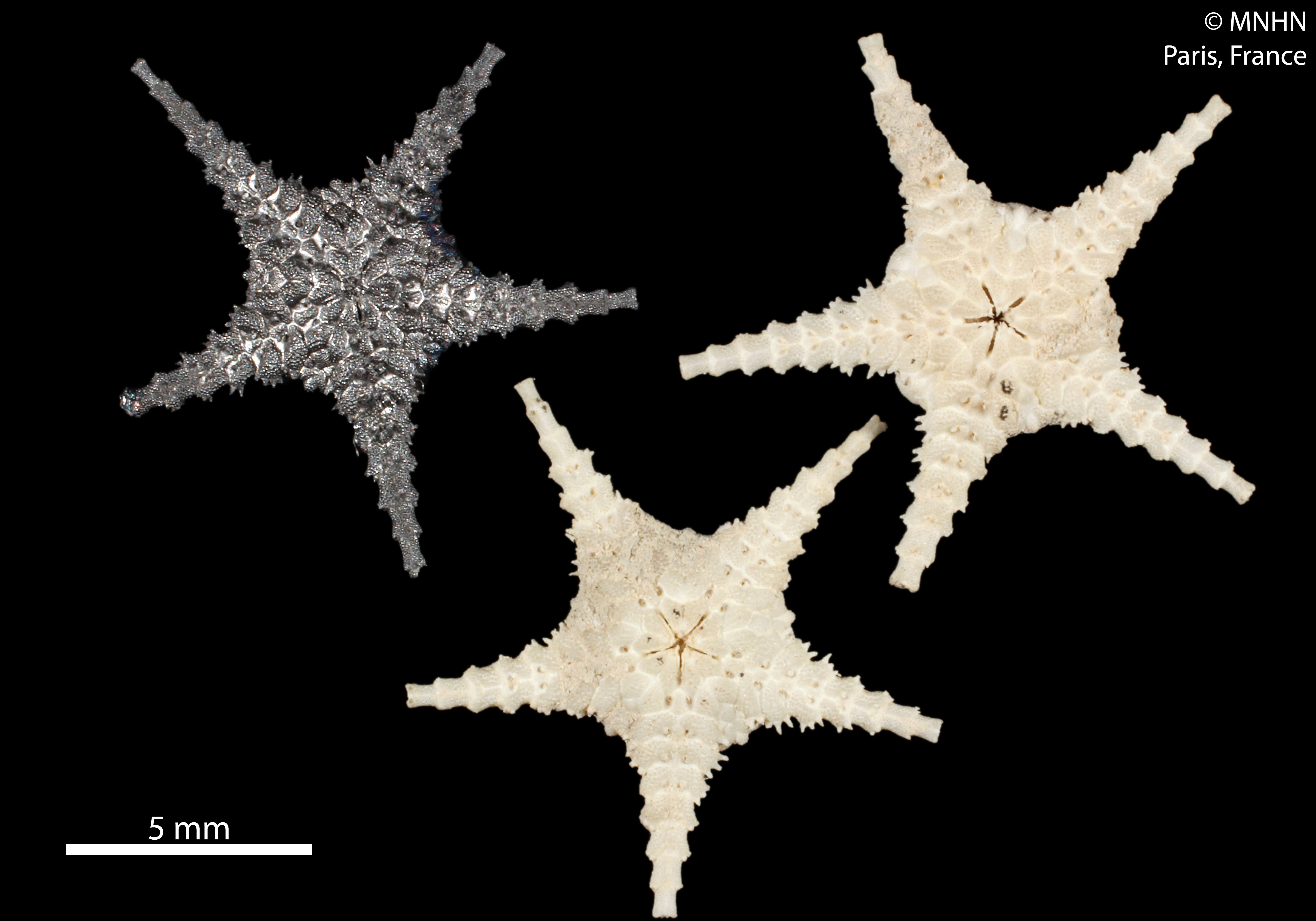
Ophiomisidium crosnieri  (Astrophiuridae)
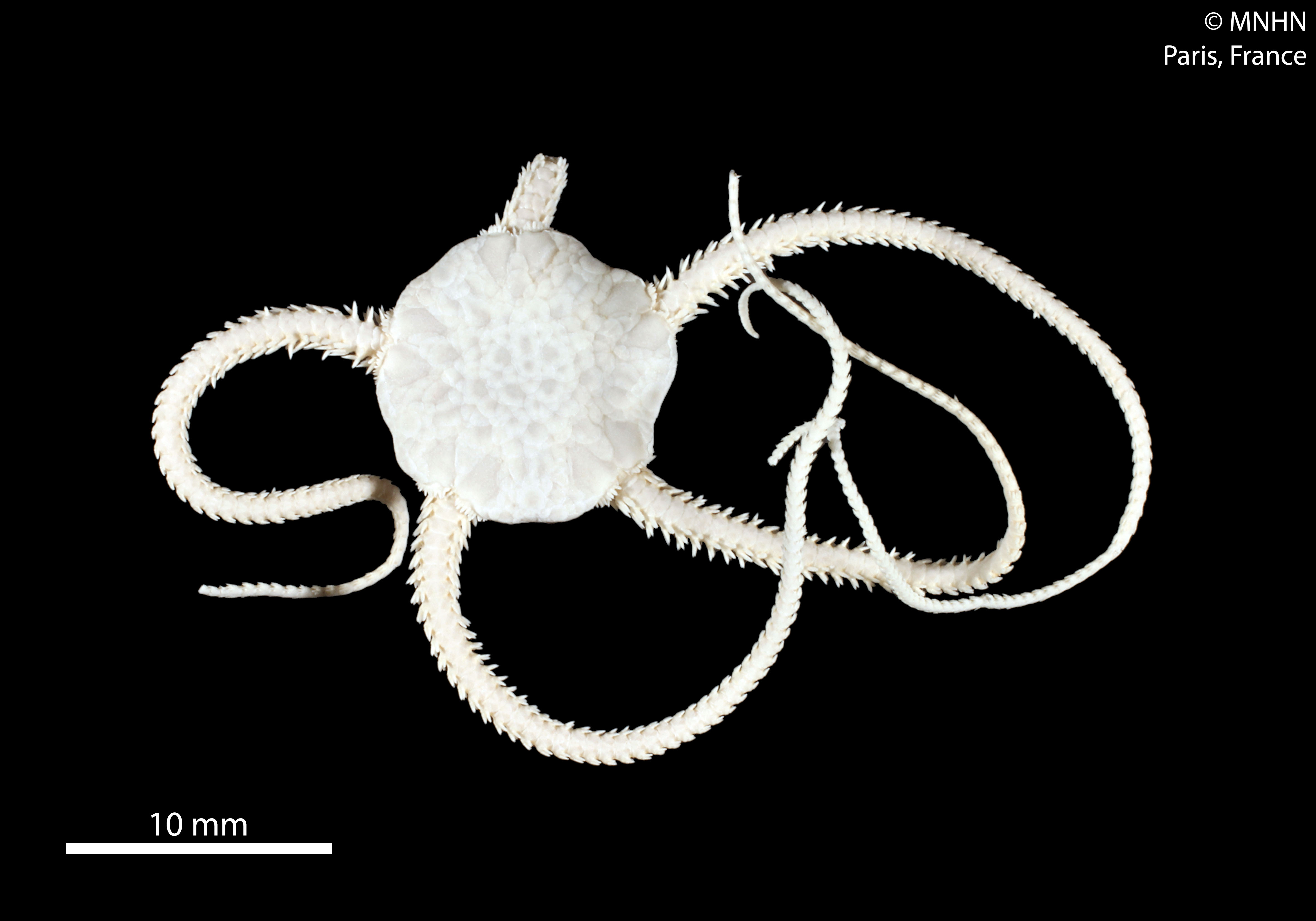
Spinophiura jolliveti  (Ophiopyrgidae)
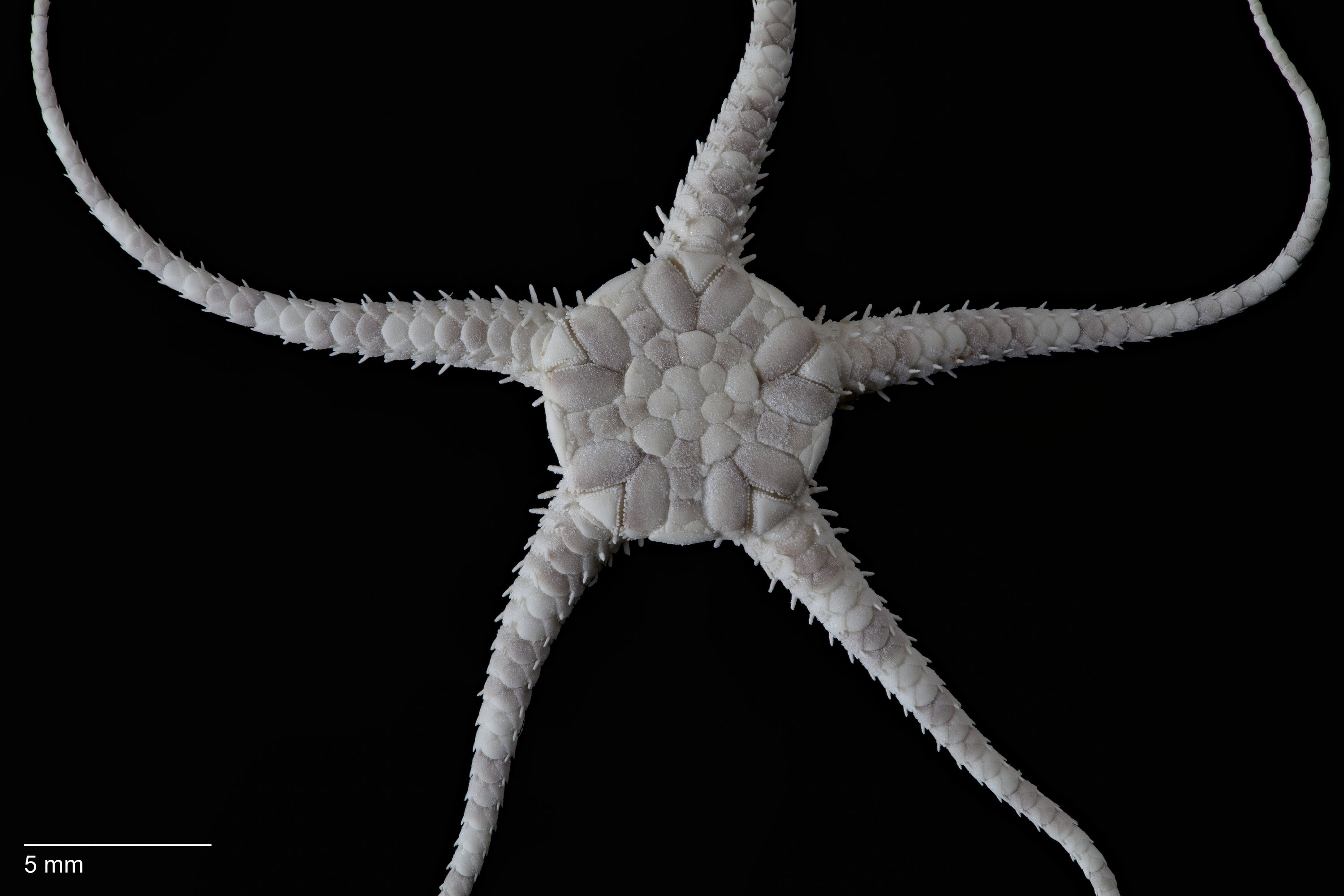
Ophiocrossota multispina  (Ophiuridae)